# Joan Vallvé
Joan María Vallvé i Ribera (Barcelona, 29 de septiembre de 1940) es un ingeniero industrial y político español de Convergencia Democrática de Cataluña diputado al Parlamento Europeo, diputado al Parlamento de Cataluña y consejero de la Generalidad catalana bajo el gobierno de Jordi Pujol.

## Biografía
Doctor ingeniero industrial por la Escuela Técnica Superior de Ingenieros Industriales de Barcelona (ETSEIB) de la Universidad Politécnica de Cataluña y diplomado en Administración de Empresas, en el ámbito político es miembro de Convergència Democràtica de Catalunya (CDC). Es hijo de Joan Vallvé i Creus.

## Trayectoria
Fue elegido diputado al Parlamento de Cataluña por la circunscripción de Barcelona, dentro de la coalición, Convergència i Unió (CiU), en las primeras elecciones autonómicas catalanas en 1980 tras la dictadura franquista, renovando el mandato en las dos convocatorias electorales siguientes, 1984 y 1988. Después de ser secretario general del Departamento de Industria y Energía de la Generalidad de Cataluña, fue designado por Jordi Pujol, consejero de Agricultura, Ganadería y Pesca de la Generalidad en sustitución de Josep Miró i Ardèvol, cargo en el que permaneció desde 1989 a 1992, momento en el que fue relevado por Francisco Xavier Marimon i Sabaté. En las elecciones europeas de 1994, fue elegido diputado al Parlamento Europeo por CiU nuevamente, hasta las de 1999, elecciones en las que quedó a las puertas de obtener el escaño. No obstante, en 2002, la renuncia de un diputado le permitió acceder de nuevo al Parlamento Europeo por dos años. Entre 1996 y 2004 fue presidente de la Asociación de Regiones Fronterizas Europeas (ARFE).
Tras estos periodos regresó a su actividad profesional y de 2006 a 2007 presidió de la Asociación de Ingenieros Industriales de Cataluña, y es decano del Colegio de Ingenieros Industriales catalán desde 2007.